# سلوك إجرامي
السلوك الإجرامي (بالإنجليزية: Criminal Behavior) يعرف على أنه سلوك منافٍ للقواعد الأخلاقية، وينتهك فيه صاحبه القوانين المعروفة، ويتصرف بطريقة سلبية مخالفة للقواعد والمبادئ السائدة في المجتمع، ويتضمن هذا السلوك أفعالاً تسبب الضرر للمجتمع، لذلك تُفرض القوانين لمعاقبة مرتكبيه لمنعه وردع صاحبه، أما صاحب هذا السلوك فهو مجرم يفعل أفعالاً جنائية وعن سبق الإصرار والترصد، كما يُشير هذا المفهوم إلى كل ما يصدر عن المجرم من تصرفات سلبية في لحظة معينة، وقد يكون على شكل جنحة أو جريمة منظمة أو انحراف أو شذوذ، بحيث يكون هذا السلوك ضد المصلحة العامة للمجتمع ومضاداً له، وفي هذا المقال سنبين مفهوم السلوك الإجرامي.[بحاجة لمصدر]

## المعنيين بالسلوك الإجرامي
يتصف بالسلوك الإجرامي فئتين من الأشخاص هما:
- الفئة الأولى: هم الأشخاص المجرمين الذين يتحملون كامل المسؤولية عن أفعالهم الإجرامية، وفي الغالب يكونون في المؤسسات العقابية وفي السجون التي تأوي المجرمين، أما إذا كان هؤلاء الأشخاص لم يبلغوا السن القانوني فيتم إيداعهم في مؤسسات الأحداث.
- الفئة الثانية: هم الأشخاص الذين يفعلون الجرائم دون إدراكٍ منهم، لأنهم مصابين باضطرابات نفسية وعقلية، وهم في الغالب يكونون طلقاء، وفي أحيانٍ أخرى يودعون في المصحات النفسية ليتلقوا العلاج اللازم.

## عوامل انتشار الجريمة في المجتمع
هناك عدة عوامل تساعد علي إنتشار الجريمة في المجتمع ومن هذه العوامل:
- ضعف الوازع الديني للفرد، والتفكير فقط بإشباع الأنا التي تطالب الكثير من أجلها.
- الاستخفاف بالحدود والعقوبات والقوانين الموضوعة للحد من انتشار الجريمة في المجتمع.
- التنشئة الأسرية غير السليمة، وتنشئة الطفل ضمن نطاق عنف وتفكك أسري.
- القدوات السيئة للناشئة والذين يعيشون في محيطه، والافتخار بارتكاب الجرائم كأنه إنجاز كبير.
- عدم الوعي بالأخلاق الفردية والمجتمعية والمعاملات المتفق عليها في المجتمع.
- يسهم انتشار الجهل والأمية بشكل كبير في انتشار الجريمة في المجتمع.

## عوامل السلوك الإجرامي الخارجية وفقاًلعلم الإجرام
علم الإجرام هو العلم الذي يدرس الجريمة بوصفها ظاهرة اجتماعية أو قانونية  وقد وضع علم الإجرام العديد من النظريات المتعلقة بأسباب الجريمة، ومن هذه العوامل هي العوامل الخارجية أو البيئية بتنوعها. تعرف العوامل البيئية على أنها مجموعة من الظروف الخارجية المتعلقة بالنواحي الاقتصادية والجغرافية والسياسية والاجتماعية والثقافية والحضارية، وبيئة الشخص هي مجموعة الظروف الخارجية التي تحيط به وتؤثر في تكوين شخصيته وتوجيه سلوكه ويندرج تحت العوامل البيئية دراسة العوامل الجغرافية والعوامل الاقتصادية والعوامل الثقافية حسب الآتي:

### العوامل الجغرافية

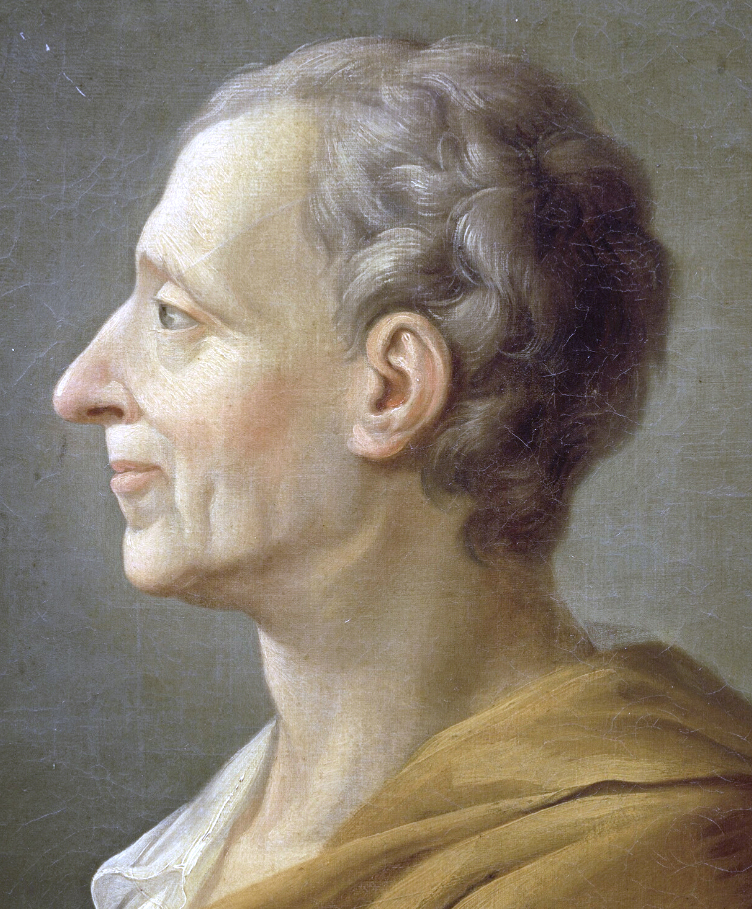
العالم الفرنسي شارل لوي دي سيكوندا المشهور بمونتسكيو، صاحب كتاب روح الشرائع

يقصد بالعوامل الجغرافية مجموعة من الظروف الطبيعية التي تسود منطقة معينه مثل حالة الطقس من حرارة وبرودة وكمية الامطار ونوع ودرجة الرياح وطبيعة الأرض والتربة 

#### العلاقة بين السلوك الإجرامي ودرجة الحرارة
ساد الاعتقاد منذ امد بعيد بوجود علاقة وثيقة بين درجة حرارة الجو وبين السلوك الإنساني فكتب مونتسكيه (مونتسكو) في كتابة روح الشرائع أن عدد الجرائم يزداد تدريجيا كلما اقتربنا من خط الاستواء ويزداد تعاطي الخمور والإدمان عليها كلما اقتربنا من القطبين ولاحظ أيضا كوتلي أن جرائم الاعتداء على الأشخاص ترتفع نسبتها في الجو الحار بينما تزداد جرائم الاعتداء على المال في الجو البارد وسميت هذه الفكرة بالقانون الحراري للجريمة حيث تم اثبات هذا القانون في عامي 1826 و1830 انه في الجزء الشمالي الأكثر بروده في فرنسا كل 100 جريمة من جرائم الاعتداء على الأشخاص يقابلها 182 جريمة من جرائم الاعتداء على المال وانه في جنوب فرنسا حيث ترتفع درجة الحرارة وجد أن كل 100 جريمة على الاعتداء على الأشخاص يقابلها ٤٩ جريمة من جرائم الاعتداء على المال وتؤيد هذه الإحصاءات القانون الحراري للجريمة وتتطابق معه كذلك الحال في ألمانيا وإيطاليا حيث تتطابق هذه الإحصاءات مع هذا القانون على ضوء ما تقدم يمكن أن نحدد علاقة درجة الحرارة بأهم طوائف الجرائم على النحو التالي:
- ترتفع نسبة جرائم الدم في الجو الحار بينما تنخفض في الجو البارد
- ترتفع نسبة جرائم المال في الجو البارد بينما تنخفض في الجو الحار
- ترتفع نسبة جرائم العرض في الجو المعتدل وتنخفض في الجو الحار والجو البارد

ولكن في عام 1967 ظهرت دراسة جديدة في فرنسا للعالم ليوتيه كشفت نتائج عكس النتائج السابقة تماماً حيث ذكر أن جرائم العنف كانت مركزة في محافظات شمال فرنسا وبنسبه أعلى من جرائم المال كما وجد تقارب بين جرائم السرقة في الجنوب والشمال.
وتبرر هذه النتيجة فشل قانون الحرارة للجريمة حيث قيل أن القانون الذي وضعه مونتسكيه وكوتلي لم يعد صالحاً في الوقت الحاضر بسبب تطور كثافة السكان وحركتهم من إقليم إلى آخر وهذا التضارب يلقي ظلالا من الشك حول أثر المناخ على الظاهرة الاجرامية وعلاقتها بالحرارة إذ أن في الحقيقة توجد عوامل أخرى غيرها.

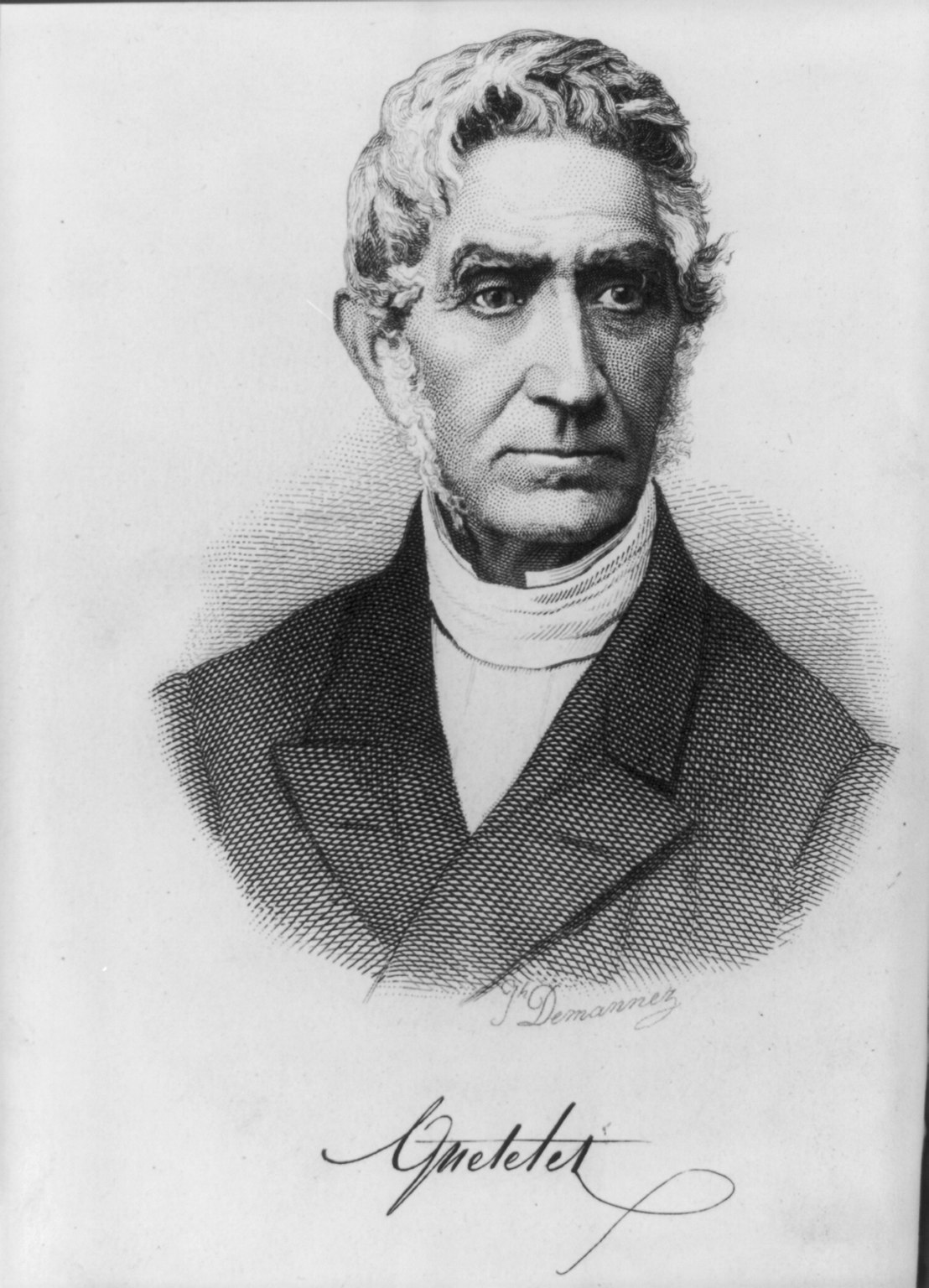
أدولف كوتلي، عالم بلجيكي

#### العلاقة بين الظاهرة الاجرامية وحالة الطقس
يقصد بالطقس الظواهر الأخرى التي يكون لها تأثير في ارتكاب الجريمة وأهم تلك الظواهر هي الضغط الجوي ومدى انتشار الرطوبة في الجو وحركة الرياح والجو المعتم الذي يكثر فيه الغيوم والضباب والمطر ويدخل في طول الليل عن النهار وعدم شروق الشمس والى ما ذلك.
ولم تحظ هذه الظواهر بدراسة كافية من قبل علماء الاجرام واشهر الدراسات التي أجريت على الطقس كانت من قبل العالم ديكستر في ولايتي نيويورك ودنفر في أمريكا.
وقد لخص ديكستر أبحاثه إلى عدة نتائج حاول أن يفسر على ضوئها العلاقة بين الظواهر الجوية وبين الظواهر الاجرامية وارجع تلك العلاقة إلى تأثير الجو في نفسيه الجرم على النحو التالي:
- أن نسبة جرائم العنف ترتفع بانخفاض الضغط الجوي ومعنى ذلك انه كلما انخفضت درجة الضغط الجوي يعقبه عادة عواصف شديدة فهذه الظاهرة في حد ذاتها تثير النفوس وتزيد الانفعالات العاطفية وتجعل الإنسان يقوم على ارتكاب جرائم العنف بمجرد انخفاض الضغط الجوي.[4]
- أن عدد جرائم العنف يتناسب عكسيا مع درجة الرطوبة ويقصد بذلك أن ارتفاع درجة الرطوبة في الجو أي انتشار بخار الماء فيه يؤدي إلى الخمول وإخماد الحيوية علما بان الرطوبة تثير الرغبة في الاقتتال لانها تثير الجهاز العصبي ولكن في نفس الوقت تفقد الإنسان حيويته فلا يجد الجهد الذي يمكنه من الاعتداء ولذلك تنخفض نسبة الاجرام.[4]
- نسبة الاجرام تنخفض في الرياح القوية والساكنة وترتفع باعتدال الريح ومعنى ذلك انه كلما كانت الرياح متوسطة السرعة أي معتدلة ترتفع نسبة الاجرام وتعليل هذا انه في حال اعتدال الرياح يكون ثاني أكسيد الكربون في الجو بنسبة عادية فيساعد على حيوية الإنسان اما في حالة اشتداد الرياح وسكونها التام تتغير نسبة ثاني أكسيد الكربون من مما يؤدي إلى إخماد الحيوية في الإنسان فتقل قدرته على ارتكاب الجرائم.[4]
- تنخفض نسبة الجرائم في الأيام المعتمة فيقول ديكستر انه حيث تتكاثف السحب والغيوم والضباب والمطر وحيث تحجب الشمس عن الظهور ويطول الليل عن النهار كل ذلك يجعل الجو معتما وفي الأيام المعتمة تنخفض نسبة الجرائم ويرجع ذلك إلى نقص الحيوية لدى الإنسان في الجو المعتم.[4]

#### العلاقة بين الظاهرة الاجرامية والمناخ
وتفسر العلاقة بين المناخ والظاهرة الاجرامية على عدة تفسيرات فقد اختلف العلماء في تفسير العلاقة بين المناخ والظاهرة الاجرامية وقد ظهرت بهذا الصدد ثلاثة اتجاهات رئيسية يأخذ الأول منها بالاتجاه الطبيعي ويلجا الثاني للتفسير الاجتماعي اما الثالث فانه يردها إلى التغيرات الفسيولوجية والنفسية، وستم تفسير ذلك حسب النظريات الآتية:

##### النظرية الطبيعية
يسلم انصار هذه النظرية بوجود علاقة مباشرة بين الظاهرة الاجرامية من جهة وبين درجات الحرارة ارتفاعا وانخفاضا من جهة وكذلك بين الليل والنهار طولا وقصرا فمنهم من يرى أن ارتفاع درجة الحرارة يزيد من حيوية الإنسان ونشاطه فيجعله أكثر استعدادا للانفعال ويقول العالم فيري انه بسبب ارتفاع درجة الحرارة فإن الطاقة الحرارية التي ينتجها الجسم بسبب الغذاء تفيض عن حاجة الإنسان وهذا الفائض يمكن أن يؤدي إلى ارتكاب الجرائم، كما يعتقد العالم الألماني فولدس أن الحرارة تضعف قدرة الإنسان على المقاومة وبصفة خاصة مقاومة الدوافع اللاأخلاقية فيندفع إلى ارتكاب الجرائم وعلى الأخص الجرائم الخلقية ويفسر انصار هذه النظرية سبب ارتفاع نسبة جرائم الاعتداء على الأموال في فصل الشتاء بأنه يرجع إلى طول ليالي هذا الفصل وبالتالي طول فترة الظلام، الظلام هو من العوامل التي تسهل ارتكاب الجرائم وخاصة جرائم الاعتداء على الأموال كالسرقة والنهب كان صحيحا القول بزيادة عدد الجرائم في فصل الشتاء، إلا أن هذه النظرية تتعرض للنقد وفق الآتي:
- ليست دائما حيوية الإنسان بسبب ارتفاع درجة الحرارة دافعا إلى ارتكاب جرائم العنف هذه الجرائم ترتكب مع هذه الحيوية وبدونها.[5]
- القول بارتفاع درجة الحرارة يسبب ضعفا في المقاومة يترتب عليه زيادة الدافع إلى ارتكاب كل أنواع الجرائم وليس فقط جرائم العنف والأخلاق كما تشير النظرية.[5]
- لو سلمنا جدلاً بمنطق النظرية الذي يقضي بزيادة نسبة جرائم العنف والجرائم الأخلاقية في فصل الصيف فإن المنطق يكذبه فتكشف الاحصائيات أن الجرائم تبلغ ذروتها في فصل الربيع وتنخفض في فصل الصيف.[5]
- الربط بين طول ليالي الشتاء وازدياد نسبة الجرائم التي تقع على الأموال إذا صدق جزئيا بالنسبة لبعض أنواع السرقات فانه لا يستقيم مع باقي أنواع السرقات وفوق ما تقدم فإن هذا الربط لا يستقيم بتاتا مع باقي جرائم الأموال كالنصب وإساءة الأمانة.[5]

##### النظرية الاجتماعية
يعتقد انصار هذه النظرية بوجود علاقة غير مباشرة بين الظاهرة الاجرامية وبين درجة الحرارة ارتفاعا وانخفاضا، ففي فصل الصيف تزداد نسبة الجرائم الواقعة على الأشخاص لان فيه يحصل جانب كبير من الناس على اجازاتهم ولان درجة الحرارة العالية تجبر الناس الخروج من منازلهم لارتياد الأماكن العامة فتزداد فرص الاتصال بينهم وما يتبع ذلك من توافر ظروف لتضارب المصالح والرغبات ومن ثم الاحتكاك والتشاجر مما يؤدي كثرة وقوع جرائم العنف كما أن الشعور بالعطش يدفع كثير من الناس لتناول المشروبات الكحولية ويؤدي ذلك لحالة السكر وما يصاحبها من جرائم خاصة بالاعتداء على الافراد اما في فصل الشتاء فيقول أصحاب المدرسة الاجتماعية أن درجة الحرارة والإحساس بالبرودة يؤدي لزيادة حاجات الماس للمأكل والمشرب والكساء والدفء ويكون أكثر الحاحا فيه فالشتاء واشباع هذه الحاجات يتطلب وفرة المال مما يدفع الناس لارتكاب جرائم الأموال، تنقد هذه النظرية على أنها لا تقدم تفسيرا لبعض الجرائم مثل الجرائم الخلقية لان هذا النوع من الجرائم يكثر في الربيع فلا علاقة له بالحياة المنفتحة في الصيف أو المنغلقة في الشتاء.

##### النظرية العضوية النفسية
يذهب انصار هذه النظرية إلى وجود علاقة غير مباشرة بين الظاهرة الاجرامية وبين تعاقب فصول السنة فعدد الجرائم الخلقية – في نظرهم – يتغير بتغير فصول السنة ويبلغ اقصى مداه في فصل الربيع والسبب في ذلك أن تتابع الفصول يقابله تغيرات دورية في وظائف جسم الإنسان والنفس وان الغرائز الإنسانية تبلغ ذروتها في فصل الربيع وتستمر حتى بداية الصيف ثم تعود تدريجيا إلى مستواها الطبيعي بعد ذلك وهذا السر في ارتفاع الجرائم اللا أخلاقية في أفصل الربيع غير عن الفصول الأخرى، ويؤخذ على هذه النظرية انها فقط قامت بتفسير الجرائم الأخلاقية مما يجعلها قاصرة عن تفسير الجرائم الأخرى ويمكن أن نخرج بخلاصة من النظريات السابقة هو أن تاثير المناخ على الظاهرة الاجرامية كقاعدة عامة تأثير غير مباشر أي عن طريق وسيط وهذا الوسيط يمكن أن يكون عامل اجتماعي أو عضوي أو نفسي وتكون هذه العلاقة في نطاق ضيق ومحدود بالنسبة لبعض الجرائم.

### العوامل الاقتصادية
يقصد بالعوامل الاقتصادية ما يسود المجتمع من ثبات أو تحرك نتيجة توزع الثروات والدخول من ناحية ووسائل حل مشاكل التوزيع وتحديد الأسعار من ناحية أخرى ويذهب الماركسيون إلى القول بأن الجريمة هي نتاج فساد النظام الرأسمالي المملوء بالتناقضات والمظالم بسبب ما يسوده من نظام طبقي بغيض وما يترتب على هذا الاختلاف الطبقي من تفاوت هائل في توزيع الثروات لأفراد كل طبقة وهذا بدورة يساهم إلى حد كبير في السعي لارتكاب الجريمة سواء من افراد الطبقة العاملة دفعا لما يعانون من بؤس وشقاء أو من جانب الطبقة العليا حبا في تكديس الثروات وامعانا في امتصاص ما يملكه الفقراء وينتقد انصار النظام الرأسمالي هذا الادعاء الماركسي ويتهكمون على قولهم أن الجريمة ستختفي تماما عندما يختفي المجتمع الشيوعي كما يجعلون للعوام الاقتصادية دورا ثانويا في إنتاج السلوك الإجرامي ولما كانت الظروف الاقتصادية عرضه للتغير دائما فإن البحث في أثرها على الظاهرة الاجرامية يجب أن يتضمن حالتي الحركة والثبات لهذه الظروف.

#### أثر الوضع الاقتصادي المتحرك على الظاهرة الاجرامية
الظاهرة الاقتصادية ككل ظاهرة اجتماعية تتميز بالحركة وحركتها قد تكون تدريجية بطيئة وقد تكون فجائية سريعة ويتوافر في الصورة الأول حالة التطور الاقتصادي بينما تتحقق في الصورة الثانية حالة التقلبات الاقتصادية وقد يكون لكل هاتين الحالتين أثر على الظاهرة الاجرامية.

##### علاقة التطور الاقتصادي بالظاهرة الاجرامية
يختلف الاجرام كماً ونوعاً حسب درجة التطور الاقتصادي وما إذا كان هذا الاقتصاد صناعي ام زراعي ففي المجتمع الاقتصادي الزراعي يتميز الاجرام فيه بأنه قليل نسبيا نظراً لطابع الهدوء الذي يسود في المجتمع وبسبب بساطة وقلة العلاقات بين افراده يتخذ الاجرام في هذا المجتمع طابع العنف بسبب ظروف الحياة الصعبة والقاسية فيه فتكثر جرائم القتل والجرح والضرب والحرق المتعمد والإتلاف والسرقة بالإكراه أما في المجتمع الاقتصادي الصناعي فتزداد فيه نسبة الاجرام بسبب كثرة النشاط والحركة والتي يترتب عليها تعقيد الحياة وتشابك العلاقات بين افراده ويأخذ الاجرام في هذا المجتمع طابع الحيلة والدهاء فتكثر جرائم النصب وخيانة الأمانة والسرقة والتزوير والرشوة والغش والتهريب والتحول والتطور من المجتمع الزراعي القديم إلى المجتمع الاقتصادي الصناعي الحديث يؤدي لانتقال الأشخاص من المجتمع القديم إلى الحديث فيرتفع مستوى الدخل لديهم بعد ما كان يعتمد فقط على مشغولات منتجاتهم الزراعية ومن هذا التطور تضع السلطات التشريعية القوانين للازمة لتنظيم النشاط الاقتصادي وهذه النتائج تؤدي لعدم تأقلم المجتمع مع التطورات الحديثة وقد يدفع البعض لانتهاج السلوك الإجرامي فتكثر جرائم القتل والشرف ويؤدي التبادل التجاري لظهور فئة تسعى لكسب المال بأي ثمن فتكثر جرائم اساءه الأمانة والتزوير والاحتيال والمنافسة الغير مشروعة والغش التجاري والرشوة كما أن ارتفاع مستوى المعيشة يسهل ارتياد أماكن اللهو والتسلية مما يزيد من استهلاك المواد المخدرة والمسكرة وما ينجم عن ذلك من زيادة الجرائم الواقعة على الشرف والمال بصفة خاصة وعموم الجرائم الأخرى. ويتضح مما سبق أن التطور الاقتصادي اسفر عن نتائج متعددة لا زمتها ظروف جديدة ساهمت في ارتفاع عدد الجرائم ونلخص ذلك بالقول أن التطور الاقتصادي يؤثر بشكل غير مباشر على الظاهرة الاجرامية.

##### علاقة التقلبات الاقتصادية بالظاهرة الاجرامية
يقصد بالتقلبات الاقتصادية الازمات الطارئة التي تنتاب الاقتصاد القومي وقد يكون هذه الازمات صفة دورية أو صفة عارضة لا تستمر فترة طويلة من الزمن وعلى الرغم من كثرة الأبحاث المتعلقة بإبراز العلاقة بين الازمات الاقتصادية والظاهرة الاجرامية فإن نتائجها متضاربة فقد تقدمت وانتهت بعض الأبحاث إلى أنه يترتب على الازمات الاقتصادية ارتفاع عدد الجرائم وبصفة خاصة جرائم السرقة والتسول وقد أجريت هذه الأبحاث على ثلاثة محاور:
- التغيرات التي تطرأ على أسعار القمح في ألمانيا وانجلترا وفرنسا.[2]
- تقلبات القوة الشرائية.[2]
- ظاهرة البطالة في ألمانيا وهولندا وانجلترا.[2]

واسفرت هذه الأبحاث عن نتائج متماثلة في الكشف عن أثر الازمات الاقتصادية على الظاهرة الاجرامية وزيادة حجمها ويفسر ذلك بان الازمات الاقتصادية تحرم فجأة فئة من الأشخاص من ثرواتهم وتحولهم لفقراء وانه يوجد بين افراد هذه المجموعة لا تستطيع التكيف مع الظروف الجديدة مما يدفعهم لارتكاب جرائم السرقة والاحتيال وإساءة الأمانة والتشرد والتسول وقد يدفعهم الجوع لارتكاب جرائم التمرد والضرب والاعتداء على رجال الأمن ومن ناحية أخرى توصلت بعض الأبحاث إلى عكس النتائج السابقة فيذهب العالم فيري إلى أن الازمات الاقتصادية يترتب عليها انخفاض في نسبة الاجرام والسبب في ذلك يكمن انه أثناء فترة الازمات الاقتصادية تقل الأموال التي تكون عرضة لوقوع السرقة عليها مما يترتب عليه انخفاض جرائم السرقات. وخلاصة الأمر يمكن القول أن التقلبات الاقتصادية تأثر بشكل غير مباشر على الظاهرة الاجرامية.

#### أثر الوضع الاقتصادي الثابت على الظاهرة الاجرامية
نقصد بالوضع الاقتصادي الثابت فترات الاستقرار التي يمر بها الاقتصاد عقب التطور الاقتصادي أو التقلبات الاقتصادية وقد تعكس هذه الفترات الظروف الاقتصادية لاقتصاد متطور أو اقتصاد راكد ودخل الفرد خلال هذه الفترة يكون هو محور الدراسة الأساسي ودخول الافراد تتفاوت بين الانعدام والارتفاع والانخفاض، فإذا كان دخل الفرد مرتفعا أو متناسبا مع مستوى الأسعار فإن اشباع الحاجات الفردية يكون سهلا ميسراً ومن ثم تقل جرائم السرقة الا انه من الناحية الأخرى قد تغرى هذه الظروف بعض الافراد لزيادة ثرواتهم بطرق غير مشروعه فتكثر جرائم الاحتيال والنصب واساءة الأمانة والرشوة كما أن ارتفاع الدخل يؤدي للأفراد بالتوجه للحانات وأماكن اللهو مما يسفر عن جرائم أخرى كالقتل والجرائم الخلقية الأخرى.
اما إذا كان دخل الفرد منخفضاً أو منعدما بسبب قلة الموارد أو بطالته فإن هذا الفرد يوصف بانه فقير وحالة الفقر تطلق على الشخص الذي يعجز عن اشباع الحد الأدنى من متطلبات الحياة حسب ما هو سائد في المجتمع الذي يعيش فيه وبعبارة أخرى أن مفهوم الفقر يختلف باختلاف المجتمعات والعصور واعتقد الفلاسفة أن الفقر يولد الجريمة اما في الدراسات الحديثة نفت الدراسات وجود علاقة بين الفقر وزيادة الجرائم، ففي دراسة قام بها العالم البريطاني سيرل بورت قسم سكان مدينة لندن لخمس مجموعات على أساس المستوى الاقتصادي على مجموعة من الاحداث المجرمين تبين أن اقلهم مالاً هو الذي لا يرتكب الجرائم ولكن الأكثر مالاً هو الذي يرتكب الجرائم، وتوجد أبحاث للعالم البلجيكي كوتلي قال أن بعض الاحياء والمدن الفقيرة مثل لسكمبورج كانت اقل اجراما من غيرها من المناطق وايدته بحوث كثيرة على نفس المنهج.

### العوامل الثقافية
يقصد بالثقافية مجموعة القيم التي يتشكل على أساسها الضمير الفردي والجماعي في المجتمع وأهم عوامل الثقافة في المجتمع هي الدين والتعليم ووسائل العلام المختلفة وهنا نبين العلاقة بين هذه العوامل والظاهرة الاجرامية.

#### علاقة التعليم بالظاهرة الاجرامية
معيار التمييز بين المتعلم وبين الغير متعلم في مجال دراسات علم الاجرام هو الإلمام بالقراءة والكتابة وعلى هذا يكون متعلما وفقا لهذا المعيار من حصل على أعلى الدرجات العلمية ومن توقف عند حد معرفة القراءة والكتابة وبعبارة أخرى المتعلم هو من ليس امياً، والأمي هو الذي لا يقرا ولا يكتب والتعليم يؤثر على حجم الظاهرة الاجرامية كما يؤثر على شكلها.

##### أثر التعليم على حجم الظاهرة الاجرامية
تعددت الأبحاث وتضاربت في أثر التعليم على حجم الظاهرة الاجرامية فهناك دراسة لوجود علاقة عكسية بين الظاهرة الاجرامية وبين التعليم فكلما انتشر التعليم انخفضت نسبة الاجرام وقد عبر فيكتور هيجو وفيري عن هذا المعنى بقول (أن فتح مدرسة يعادل غلق سجن)، هناك دراسة أخرى لخصت انه عدم وجود أي علاقة بين التعليم والظاهرة الاجرامية فانتشار التعليم لم يؤدي لانخفاض نسبة الاجرام التي ظلت ثابته لم تتغير مثل الإحصائية الفرنسية من عام 1851 إلى 1913 وجدت أن العدد لم يتغير كثيرا على الرغم من أن نسبة الامية انخفضت حوالي 90 بالمئة، ولكن يمكن أن نستخلص من الدراسة الفرنسية نتيجة أخرى أن عدد الاميين بين المجرمين يقابله ارتفاع عدد المتعلمين بين المجرمين طالما أن نسبة الاجرام لم تتغير وبالتالي يمكن القول أن التعليم له أثر سيئ على الظاهرة الاجرامية ويصبح بذلك القول السابق لـفكتور هيجو ليس صحيحا ويكون الصحيح وفق الدراسة الفرنسية «أن فتح مدرسة يقابله فتح سجن»، وتضارب النتائج على هذا النحو يشكك في قيمتها ويدفع الباحث إلى تجاهلها وعدم الاعتماد عليها في تحليل أثر التعليم على حجم الظاهرة الاجرامية فمن الثابت أن الجهل ليس معناه الشر المطلق والعلم ليس معناه الفضيلة وحسن الخلق فيوجد بين المتعلمين مجرمون كما يوجد بين الجهلاء فضلاء.

##### أثر التعليم على شكل الظاهرة الاجرامية
العلاقة بين التعليم وشكل الجريمة لا تقبل الشك فمع انتشار التعليم تغير وجه الجريمة فقلت جرائم العنف والقسوة وزادت جرائم الذكاء والحيلة والأميون يغلب جرائمهم العنف اما المتعلمون فيغلب على اجرامهم عدم اللجوء للقوه العضلية فيرتكبون جرائم الاحتيال مثلا وفي إحصائية اعدها لمبروزو سنة 1895 اكد أن جرائم القتل انخفضت مع ارتفاع نسبة المتعلمين وان جرائم السرقة زادت وقد انتهى لنفس النتيجة العالم جولي عام 1953 حيث وجد أن جرائم القتل والجرائم الخلقية والحريق ارتكبها أشخاص ذو مستوى تعليمي منخفض، ويتضح مما سبق أن التعليم يمكن أن يفضي – كما قال جاروفالو – إلى نوع من التخصص في علم الاجرام ويكون التعليم في نطاق شكل الظاهرة الاجرامية أثر مباشر.

#### علاقة الدين بالظاهرة الاجرامية
الدين في معناه العام هو مجموعة القيم والمبادئ السامية التي تحض على عمل الخير وتنهي عن الشر ولهذا فإن الدين اثر لا ينكر على الظاهرة الاجرامية وذلك عن طريق الابتعاد عن الأفعال الاجرامية لمخالفتها مبادئ الدين ويفسر ذلك بأنه متى تغلغل الدين في النفوس وتشربت به الضمائر ونقشت قيمته في القلوب فأن ذلك يحول بين الافراد وبين المعصية فلا يرتكب جرما كبر أو صغر ولأن العقيدة الدينية في المقام الأول هي علاقة الإنسان بربة فإنه يكون من الصعوبة – أن لم تكن مستحيلة – إجراء دراسة عن اثر هذه العلاقة على الظاهرة الاجرامية ولقد حاول لمبروزو وفيري وتارد دراسة علاقة الدين بالإجرام ولكن انتهت أبحاثهم بنتائج متناقضة والسبب لتضارب هذه النتائج هو الابتعاد عن الأسلوب العلمي في البحث والتعبير عنه بوجهة نظر شخصية وعلى وجه الخصوص موقفهم الشخص من الاديان، والحقيقة التي لا مراء فيها أن للدين الصادق اثر عكسي على الاجرام بمعناه انه كلما تأصلت العقيدة الدينية في النفوس كلما قلت نسبة الاجرام والعكس صحيح.

#### علاقة وسائل الاعلام بالظاهرة الاجرامية
وسائل الاعلام قد تكون مقروءة وقد تكون غير مقروءة فالوسائل المقروءة هي الصحف والمجلات والكتب أو الصحافة بشكل عام والادب اما السوائل الغير مقروءة فهي الإذاعة والتلفزيون والسينما والمسرح، وتعتبر وسائل الاعلام من أهم مصادر الثقافة ولها تبعا لذلك شأن عظيم في تكوين ثقافة المجتمع وهي بحسب طبيعتها أداة طيعة لتحقيق الاغراض المنتظر منها فهي سلاح ذو حدين تستخدم في الخير كما تستخدم في الشر ولهذا فمن المتصور وجود علاقة بينها وبين الظاهرة الاجرامية وسنتكلم بشيء من التفصيل على اثر الوسائل السابقة على الاجرام. فأثر الأدب في علم الإجرام يتمثل في يبدو هذا الأثر من خلال الأعمال الأدبية التي تنصب على الجريمة والمجرمين فتصور أساليبهم في تنفيذ اغراضهم الاجرامية كما تظهر بمظهر البطل الذي ينجح في الإفلات من قبضة العدالة وهذا ما تزخر به القصص البوليسية وقصص العنف وغيرها مما يتضمن التحريض على الصفاء الغير حميدة، وهذا النوع من الأدب يؤثر بصفة خاصة على عقلية الشباب وعلى وجه الخصوص محدودي الثقافة منهم فيدفع بهم إلى الوقوع في الجريمة تقليدا لبطل القصة أو الرواية.